# Raúl García Manrique
Raúl García Manrique (Lima, 21 de septiembre de 1959) es un exfutbolista peruano que desempeñaba de lateral izquierdo. 

## Trayectoria
Nació en Lima en 1959, sus primeros pasos en el fútbol lo hizo en las divisiones menores de Universitario subiendo al primer equipo en 1978 saliendo subcampeón. En los años siguientes se va convirtiendo unos de los mejores defensas del torneo para que en 1982 salga campeón y clasifica a la Copa Libertadores siendo pieza fundamental para el título, el plantel estaba conformado por Germán Leguía, Percy Rojas, Eusebio Acasuzo, entre otros. En 1985 logra alcanzar su segundo título nacional frente a UTC siendo pilar para el título, su último año con universitario fue en 1986 siendo recordado como uno de los mejores defensas de esos años. Deja el cuadro merengue en 1987 para ser contratado por Deportivo San Agustín teniendo un paso fugaz llegando como refuerzo de experiencia, para que después llegaría a Guardia Republicana en 1988 llega como flamante fichaje jugando en segunda división siendo de los mejores del equipo. El año 1993 se retira del fútbol profesional saliendo subcampeón en segunda división a la edad de 34 años.

## Selección nacional
Ha sido internacional con la Selección de fútbol de Perú como en la selección juvenil y de mayores, jugaría 1 partido frente a Bolivia en la Copa 
América en 1983 quedando Perú en tercer lugar. También jugaría amistosos con la selección.

### Participaciones en Copa América
| Copa América      | Sede | Resultado     |
| ----------------- | ---- | ------------- |
| Copa América 1983 | Perú | Tercer puesto |

## Clubes
| Club                | País | Año         |
| ------------------- | ---- | ----------- |
| Universitario       | Perú | 1978 - 1986 |
| San Agustín         | Perú | 1987        |
| Guardia Republicana | Perú | 1988 - 1993 |

## Palmarés
| Título                    | Club                      | País | Año  |
| ------------------------- | ------------------------- | ---- | ---- |
| Primera División del Perú | Universitario de Deportes | Perú | 1982 |
| Primera División del Perú | Universitario de Deportes | Perú | 1985 |